# Понтичеле (Козенца)
Понтичеле је насеље у Италији у округу Козенца, региону Калабрија.
Према процени из 2011. у насељу је живело 43 становника. Насеље се налази на надморској висини од 573 м.